# Lions de Genève
Les Lions de Geneve sont un club suisse de basket-ball professionnel, basé dans la ville de Genève. Il appartient à l'élite du championnat de Suisse.

## Historique
En 2010, le rapprochement du MGS Grand-Saconnex Basket et des Geneva Devils est entré dans l'histoire.
Après une année de discussions, de réunions et surtout avec la volonté de créer une belle équipe à Genève, les forces des deux clubs ont créé une entité dynamique et performante. L'équipe est d'ores et déjà inscrite au championnat suisse de ligue nationale A de basket-ball sous la licence du Grand-Saconnex Basketball Club.
Un tout nouveau comité a été créé, issu d'anciens dirigeants du MGS Grand-Saconnex Basket et des Geneva Devils, tous passionnés de basketball. Des commissions technique, finances, sponsoring, juridique, logistique, promotion-merchandising et presse ont été mises sur pied. Un groupe de bénévoles proche du comité est également en place pour aider dans de nombreux domaines.
Le club est tout de suite convaincant et se hisse en demi-finale du championnat. En 12 ans le club a remporté de nombreux titres nationaux et continue de représenter l'élite du basket helvétique.

## Palmarès
- Champion Suisse LNA : 2013, 2015 et 2025
- Vainqueurs de la SBL Cup : 2013, 2015, 2019, 2021
- Vainqueurs de la Coupe Suisse : 2014, 2017, 2021 et 2025

## Entraîneurs successifs
- 1993-1994 :  Jean-Paul Rebatet
- 1994-1995 :  John Fultz
- 2010-2011 :  Michel Perrin
- 2011-2012 :  Michel Perrin puis  Nebojsa Lazarevic
- 2012-2016 :  Ivan Rudež
- 2016-2017 :  Jean-Marc Jaumin
- 2017-2019 : / Vedran Bosnić
- 2019-2020 : / Adnan Chuk
- 2020-2022 :  Andrej Štimac
- 2022-2023 :  Alain Attallah (en)
- 2023-2024 :  Dragan Andrejevic
- Depuis 2024 :  Patrick Pembele

## Joueurs célèbres ou marquants
- Sylvain Habersaat
- Rashard Lee
- Andrej Štimac (it)
- Jérémy Jaunin (en)